# Bandon (Cork)
Bandon (en irlandès Droichead na Bandan, "Pont de Bandon") és una ciutat d'Irlanda, al comtat de Cork, a la província de Munster. Està travessada pel riu Bandon.

## Història
Pel setembre de 1588 la senyoria de Castlemahon fou adquirida per Phane Beecher de Londres. El seu fill Henry Beecher centraria la senyoria a la vila de Bandon el 1604 amb els colons anglesos John Shipward, William Newce i John Archdeacon. Originàriament la vila fou poblada bàsicament amb protestants i es passà una llei que decretava "cap catòlic romà se l'ha de permetre residir a la ciutat". Es va construir un mur de protecció d'una milla i es construïren edificis a ambdós marges del riu. El 1798 hi fou nomenat governador Sir John Moore, més tard oficial britànic que va morir el 1809 a la Corunya lluitant en la Guerra del francès.
Durant el segle xix la ciutat va créixer gràcies a petits establiments industrials de cerveseria, destil·leria, tèxtil de cotó i altres. La destil·leria Allman produïa 600.000 galons de whisky anuals. La revolució industrial i l'arribada del ferrocarril provocà un efecte molt profund en l'ecosistema socioeconòmic i cultural de la zona. Els teixits locals no podien competir amb els productes importats massivament que eren més barats. El general Arthur Ernest Percival fou el comandant de la guarnició britànica de Bandon durant la guerra angloirlandesa (1920-1921). Posteriorment fou el comandant de les tropes britàniques que rendiren Singapur als japonesos en 1941. En 1945 fou convidat per Douglas MacArthur a ser testimoni de la rendició de les tropes japoneses a Tòkio en 1945 quan acabà la Segona Guerra Mundial. El cap militar irlandès Michael Collins va morir en una emboscada a Béal na Bláth, a uns 9,6 kilòmetres de Bandon.
Durant la guerra angloirlandesa els protestants de Bandon, que eren majoritàriament unionistes, patiren represàlies de l'IRA. Entre 1911 i 1926 la població no catòlica de Bandon baixà al 45,5%.
Tanmateix, Niall Meehan afirma que els assassinats foren "motivats tant per l'agitació per la terra com per consideracions sectàries." Brian Murphy, citant un document britànic A Record of the Rebellion in Ireland in 1920-1921: va escriure:
| « | La veritat és que, com van reconèixer els oficials d'intel·ligència britànics al sud, els protestants i tots els qui havien donat suport al govern britànic rarament donaven molta informació, perquè llevat excepcions, no tenien res a dir. Una excepció és el fet que a la zona de Bandon hi havia molts grangers protestants que donaven informació Encara que els oficials d'intel·ligència de la zona eren força experimentats i encara que les tropes eren força actives fou impossible protegir aquests informadors, molts dels quals foren assassinats i d'altres van patir força pèrdua de patrimoni. | » |

Conclou que "les morts de l'IRA a l'àrea de Bandon eren motivades per consideracions polítiques i no pas sectàries, Possiblement més consideracions militars que polítiques, hauria estat una forma més adequada de descriure la raó per la qual l'IRA va respondre contra els informadors."
Castle Bernard, seu de James Bernard, 4t comte de Bandon, també fou cremat durant la guerra angloirlandesa.

## Agermanaments
- Bandon (Oregon)

## Curiositats
A Harry Potter i la cambra secreta Gilderoy Lockhart afirma haver derrotat la banshee de Bandon.